# عقلة بن داني
عقلة بن داني هي قرية تقع جنوب شرق منطقة حائل وهي من القرى التابعة لمحافظة سميراء، تبعُد عن مدينة حائل حوالي 95 كيلومتر وقد سمُيت بهذا الاسم نسبة إلى أهلها وهم «الداني» من «الطواله» من شمر. يبلغ عدد سكانها ما يقارب 1200 نسمة وتقُدر مساحتها الكلية حوالي 66 كيلو متر مربع.

## نبذة
يتوفر بقرية عقلة بن داني مكاتب حكومية وجمعية خيرية ومراكز صحية ومدارس تعليمية. ومن معالمها جبل جديد وهو من الجبال المعروفة ضمن سلسلة جبال سلمى العريقة، كما وقد اقيم في عام 2008 بعقلة بن داني مهرجان سلمى السياحي وكانت فعاليات المهرجان تتخطى 31 فعاليه وكان على شرف نائب أمير منطقة حائل، الذي عين لاحقا أميرا للمنطقة، عبد العزيز بن سعد بن عبد العزيز آل سعود، وعدد كبير من الشيوخ وامراء القرى المجاورة.

## مكانها الجغرافي
ترتكز قرية عقلة بن داني في الجنوب الشرقي لمدينة حائل وفي مكان استراتيجي في الخريطة الجغرافية للمنطقة حيث انها تعتبر في المنتصف مابين محافظتي سميراء و الشنان و مدينة الروضة كما هو موضح في الصورة بالاسفل
وايضاً تعتبر حلقة وصل تربط مابين محافظة سميراء ومحافظة الشنان - 100كم
وكذلك طريق آخر يربط محافظة سميراء بحائل مباشرة ، مروراً بقرية ذيخين ثم السبعان ثم حائل 

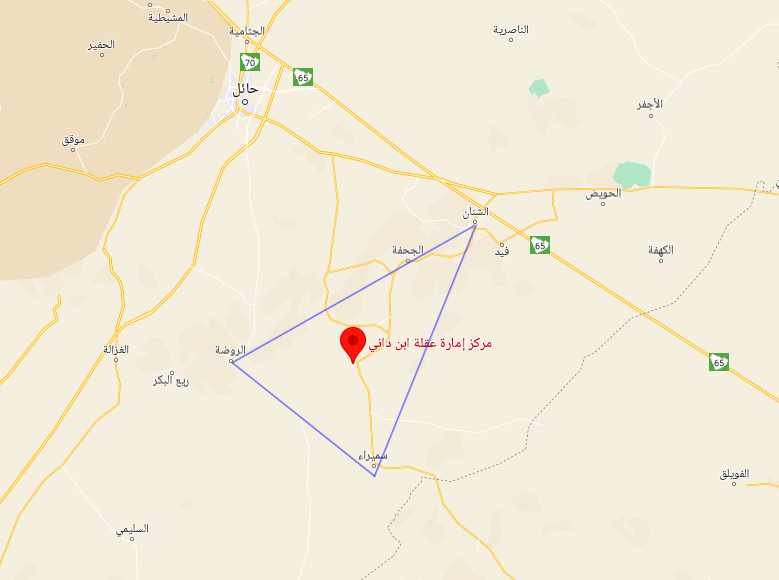

## ارتفاعها عن سطح البحر
تمتاز عقلة بن داني في ارتفاعها عن مستوى سطح البحر ويبلغ ارتفاعها ما بين 1050متر الى 1066متر
وبذلك نجدُ بأن معدل درجات الحراره في الصيف تكون معتدله في نهار و بارده في منتصف الليل